# Glabro
Glabro (do latim glaber, "calvo") é a designação dada a organismos, ou suas partes, que não apresentam pelos, tricomas ou estruturas similares na sua superfície externa.